# 大庭秀昭
大庭 秀昭（おおば ひであき）は、日本のアニメーション監督、アニメーション演出家。

## 来歴・人物
1994年にNHK BSアニメ『おまかせスクラッパーズ』の総監督をつとめた。また、2002年にアニメ『電光超特急ヒカリアンシリーズ』の監督をつとめた。
近年では、キッズアニメ（例えば現在は『かみさまみならい ヒミツのここたま』、過去には『名探偵コナン』や『たまごっち!シリーズ』、『ポケットモンスターダイヤモンド&パール』、『ハピネスチャージプリキュア!』）の絵コンテや演出をつとめる等、上述のような中年向けや家族で楽しめるアニメの制作にかかわることが多い。
2016年、高森顕徹が仏教の世界観を描いた『なぜ生きる』シリーズを原作とした映画『なぜ生きる 蓮如上人と吉崎炎上』の監督をつとめた。

## 主な参加作品

### テレビアニメ
1988年
- 魁!!男塾（演出）

1989年
- 青いブリンク（演出）

1990年
- 勇者エクスカイザー（1990年 - 1991年、演出）
- 楽しいムーミン一家 冒険日記（絵コンテ）

1991年
- 太陽の勇者ファイバード（演出）

1992年
- 伝説の勇者ダ・ガーン（絵コンテ・演出）

1993年
- カリメロ（絵コンテ・演出）

1994年
- おまかせスクラッパーズ（1994年 - 1995年、監督）

1995年
- 愛天使伝説ウェディングピーチ（絵コンテ）
- 空想科学世界ガリバーボーイ（演出）
- モジャ公（絵コンテ）
- 怪盗セイント・テール（1995年 - 1996年、絵コンテ・演出）

1997年
- スーパーフィッシング グランダー武蔵（絵コンテ・演出）

1998年
- こちら葛飾区亀有公園前派出所（1998年 - 1999年、絵コンテ・演出）
- グランダー武蔵RV（絵コンテ）
- サイレントメビウス（絵コンテ）
- 遊☆戯☆王（演出）
- デビルマンレディー（1998年 - 1999年、絵コンテ・演出）

2000年
- ドキドキ♡伝説 魔法陣グルグル（絵コンテ）
- ビックリマン2000（絵コンテ・演出）

2001年
- オフサイド（絵コンテ・演出）
- だぁ!だぁ!だぁ!（演出）
- おとぎストーリー 天使のしっぽ（絵コンテ・演出）
- Dr.リンにきいてみて!（2001年 - 2002年、絵コンテ）

2002年
- 名探偵コナン（2002年 - 2006年、構成・絵コンテ・演出）
- 電光超特急ヒカリアン（2002年 - 2003年、監督・絵コンテ・演出）
- 陸上防衛隊まおちゃん（絵コンテ）

2003年
- 高橋留美子劇場 人魚の森（絵コンテ・演出）
- 京極夏彦 巷説百物語（絵コンテ・演出）

2005年
- アイシールド21（絵コンテ・演出）

2006年
- 魔界戦記ディスガイア（絵コンテ）
- 吉宗（絵コンテ）
- 史上最強の弟子ケンイチ（絵コンテ）
- 銀河鉄道物語 〜永遠への分岐点〜（絵コンテ）

2007年
- 神曲奏界ポリフォニカ（絵コンテ）
- ポケットモンスター ダイヤモンド&パール（2007年 - 2010年、絵コンテ・演出）
- D.Gray-man（2007年 - 2008年、絵コンテ・演出）
- Over Drive（絵コンテ）
- シュガーバニーズ（絵コンテ・演出）

2008年
- ヤッターマン（絵コンテ・演出）
- シュガーバニーズ ショコラ!（絵コンテ・演出）
- 全力ウサギ（絵コンテ）
- 今日の5の2（演出）
- バトルスピリッツ 少年突破バシン（絵コンテ）

2009年
- NEEDLESS（絵コンテ）
- ルパン三世VS名探偵コナン（演出） - 亀垣一と共同
- たまごっち!（2009年 - 2010年、絵コンテ・演出）

2010年
- おまえうまそうだな（演出） - 根岸宏樹と共同
- ルパン三世 the Last Job（演出） - 鎌仲史陽、羽毛田朋樹と共同

2011年
- Rio RainbowGate!（演出）

2012年
- めだかボックス（絵コンテ・演出）
- 超速変形ジャイロゼッター（2012年 - 2013年、絵コンテ・演出）
- たまごっち! ゆめキラドリーム（2012年 - 2013年、絵コンテ・演出）

2013年
- たまごっち! みらくるフレンズ（2013年 - 2014年、絵コンテ・演出）
- 弱虫ペダル（2013年 - 2014年、絵コンテ・演出）

2014年
- 僕らはみんな河合荘（演出）
- GO-GO たまごっち!（2014年 - 2015年、絵コンテ・演出）
- ハピネスチャージプリキュア!（演出）
- 弱虫ペダル GRANDE ROAD（2014年 - 2015年、絵コンテ・演出）

2015年
- ドラえもん（絵コンテ）
- かみさまみならい ヒミツのここたま（2015年 - 2016年、絵コンテ・演出）

2016年
- ばくおん!!（演出）
- パズドラクロス（絵コンテ）

2017年
- 弱虫ペダル NEW GENERATION（絵コンテ・演出）

2018年
- 宇宙よりも遠い場所（演出）
- ゆらぎ荘の幽奈さん（演出）
- 火ノ丸相撲（絵コンテ・演出）

2019年
- この音とまれ!（ディレクションアドバイザー・絵コンテ・演出）
- Dr.STONE（絵コンテ・演出）

2020年
- メジャーセカンド（演出）
- ドラゴンクエスト ダイの大冒険（演出）

2021年
- 怪病医ラムネ（監督・絵コンテ・演出）
- オッドタクシー（演出）
- 異世界食堂2（絵コンテ）

2022年
- 殺し愛（監督・演出）
- 異世界美少女受肉おじさんと（絵コンテ・演出）
- ラブオールプレー（絵コンテ・演出）

2023年
- 私の推しは悪役令嬢。（監督）
- 経験済みなキミと、経験ゼロなオレが、お付き合いする話。（監督）

2024年
- 月刊モー想科学（絵コンテ・演出）
- ただいま、おかえり（絵コンテ）
- ありふれた職業で世界最強 season 3（演出）

2025年
- アサティール2 未来の昔ばなし（絵コンテ〈昔ばなしパート〉）
- メダリスト（演出）
- Unnamed Memory Act.2（演出）
- クラシック★スターズ（監督）

### 劇場アニメ
- ルパン三世VS名探偵コナン THE MOVIE（2013年、絵コンテ） - 西澤晋、菱川直樹と共同
- なぜ生きる 蓮如上人と吉崎炎上（2016年、監督）

### OVA
- 創世機士ガイアース（1992年、監督）
- HUNTER×HUNTER（2004年、絵コンテ）

### Webアニメ
- 爆丸レジェンズ（2023年、絵コンテ）